# FMeXtra
FMeXtra è uno standard proprietario di trasmissione digitale radio creato dall'azienda americana Digital Radio Express.
Una emittente radio che usa FmExtra può trasmettere un segnale FM (ricevibile da tutti coloro che hanno una normale radio FM) e 2 segnali stereo digitali o, a scelta, 4 segnali mono digitali (ricevibili da coloro che hanno una radio FMeXtra).
Il 15 marzo 2007 la radio di Varese Otto FM (seconda in Europa) ha iniziato a trasmettere in via sperimentale in FMeXtra, trasmettendo Otto FM in analogico e Otto FM e Chic FM in digitale.